# Marino de Tiro
Marino de Tiro (en griego Μαρίνος ὁ Τύριος, 60 d. C. - ¿130 d. C.?) fue un geógrafo y cartógrafo griego o fenicio helenizado nacido en Tiro (actual Líbano) del que se cree que pasó gran parte de su vida en Rodas. Aparte de estos datos esenciales no se sabe más sobre su vida. Su obra original, perdida por completo, fue utilizada extensamente por Claudio Ptolomeo para la realización de su Geografía, e igualmente fue citada por el geógrafo árabe Al-Masudi. Según Ptolomeo, fue el primer geógrafo digno de recibir el apelativo de científico.

## Contribución a la geografía

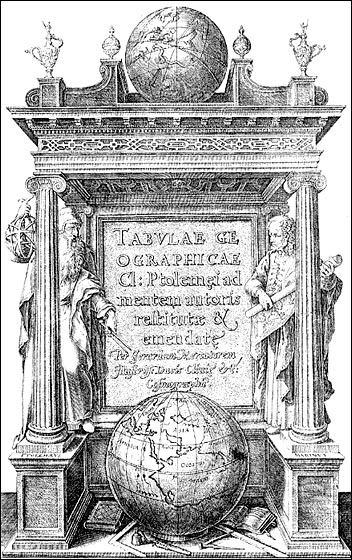
Ptolomeo y Marino representados en la portada de una edición de 1578 de Gerardo Mercator de la Geografía: Tabulae geographica.

Marino de Tiro fue el primer geógrafo en utilizar el meridiano de las Islas Afortunadas como meridiano cero (adoptado también por Claudio Ptolomeo en su obra Geografía), aunque modernamente es discutible si se refiere a las Islas Canarias o las islas de Cabo Verde, y el paralelo de Rodas como origen para medir la latitud. Pese a las críticas vertidas sobre las mediciones realizadas por Marino, Claudio Ptolomeo realizó un uso extensivo de su Geographia, además de sus Tablas geográficas corregidas (del 114 d. C. aproximadamente). Marino estimó la medida del paralelo de Rodas en 180.000 estadios (unos 32.400 km), valor muy cercano al real de aproximadamente 32.000 km (4/5 de la circunferencia del Ecuador terrestre, de 40.008 km); la exactitud de su medición depende del valor específico que se asigne al estadio griego.
Entre los datos que Ptolomeo ofrece sobre la obra de Marino destacan la creencia de este último acerca de la separación del Océano en dos partes diferenciadas a este y oeste de la masa continental formada por Europa, Asia y África. Para Marino de Tiro las tierras habitadas se prolongaban desde Thule en el lejano norte a Agisymba, lugar localizado más allá del Trópico de Capricornio en Ethiopia Rapta, nombre que Marino dio al Hemisferio Sur, y desde las Islas Afortunadas (islas al oeste de África) a Sera, tal vez en China. En total, las zonas habitadas según Marino ocupaban una extensión total de 31.500 estadios.
Otra gran innovación aportada por Marino fue la utilización de "líneas de rumbo", todavía hoy utilizadas en las cartas de navegación y la acuñación del término "Antártico", por oposición al "Ártico".

## Eponimia
- El cráter lunar Marinus lleva este nombre en su memoria.[4]